# Kimiko Dateová
Kimiko Dateová, od prosince 2001 do září 2016 Kimiko Date-Krumm, (japonsky 伊達 公子; narozená 28. září 1970 Kjóto, Japonsko) je bývalá japonská profesionální tenistka. V průběhu kariéry vyhrála osm turnajů WTA ve dvouhře a šest turnajů ve čtyřhře. Na okruhu ITF pak získala čtrnáct titulů z dvouhry a sedm ze čtyřhry.
Na žebříčku WTA byla nejvýše ve dvouhře klasifikována v listopadu 1995 na 4. místě a ve čtyřhře pak v lednu 2015 na 28. místě.
Hraje pravou rukou s obouručným bekhendem. K tenisu ji přivedli rodiče ve věku sedmi let. Profesionální kariéra začala v březnu 1989 a trvala nejdříve do roku 1996, kdy byla na téměř dvanáct let přerušena. K profesionálnímu tenisu se vrátila v dubnu 2008. Kariéru definitivně ukončila 12. září 2017 ve 46 letech na domácím turnaji v Tokiu, kde proti soupeřce v posledním utkání neuhrála ani gem.

## Tenisová kariéra
V prvním období své kariéry na okruhu WTA zvítězila ve více než 200 zápasech a porážela mimo jiné takové hráčky jako Steffi Grafovou, Janu Novotnou, Arantxu Sánchezovou Vicariovou, Gabrielu Sabatini či Conchitu Martínezovou. Obzvláště úspěšnou byla na domácích turnajích, které se konaly v Tokiu. Podařilo se jí tam zvítězit 5× ve dvouhře a jednou ve čtyřhře (byl to její jediný titul ve čtyřhře vůbec).

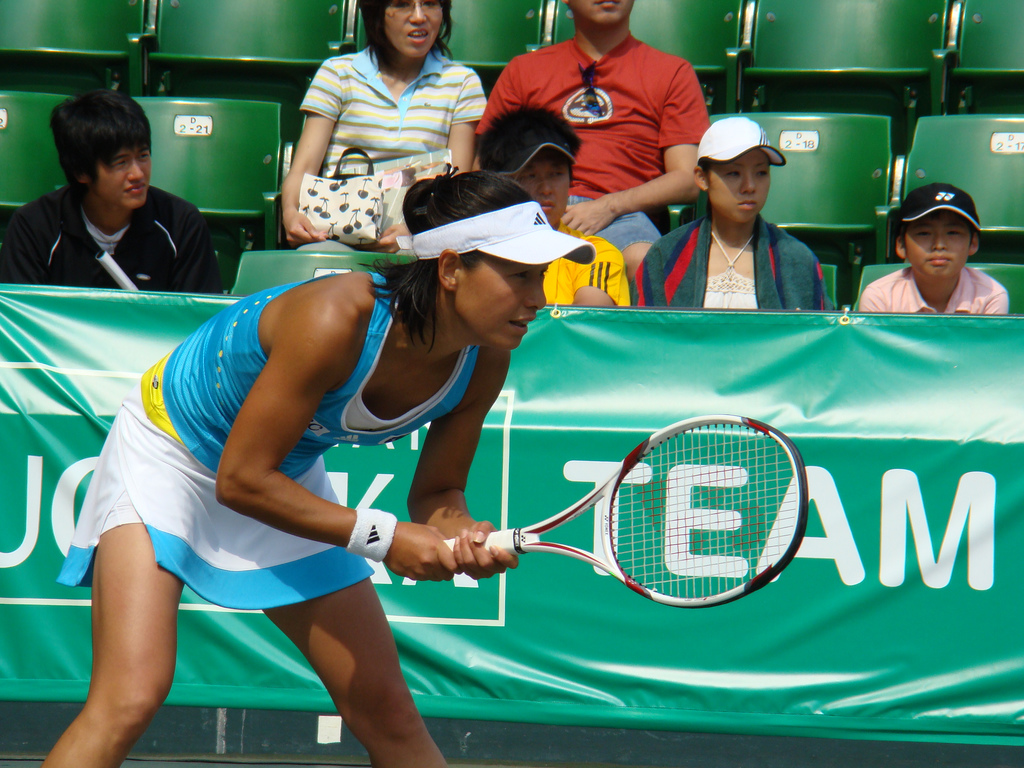
Dateová Krummová v roce 2008

Mezi její největší úspěchy patří 3 grandslamové semifinále – na Australian Open 1994, na Wimbledonu 1996 (v obou prohrála se Steffi Grafovou) a na French Open 1995 (prohrála se Sánchezovou Vicariovou). V roce 1995 také došla až do finále velkého turnaje v Miami – v semifinále porazila Argentinku Gabrielu Sabatini (prohrávala už 1-6, 1-5, ale dokázala beznadějný stav otočit a vyhrát 1-6, 7-6, 7-6); ve finále pak podlehla Steffi Grafové. V roce 1994 byla klasifikována v první desítce ženského světového žebříčku.
Reprezentovala Japonsko ve Fed Cupu, v Hopmanově poháru a také na Letních olympijských hrách v letech 1992 v Barceloně a 1996 v Atlantě.
V roce 1996 v zápase Fed Cupu s celkem Německa se jí podařilo jedinkrát v kariéře porazit tehdejší světovou jedničku Steffi Grafovou, když ji zdolala po setech 7-6, 3-6, 12-10. Porazila rovněž Anke Huberovou a dvěma body se výrazně zasloužila na do té doby historickém vítězství Japonska nad Německem 3:2. V letech 1994-1996 se účastnila Turnajů mistryň, kde se na svém prvním startu dostala do semifinále a poté dvakrát do čtvrtfinále. V září 1996 ohlásila ukončení kariéry současně s koncem sezóny.

### Návrat na okruh WTA

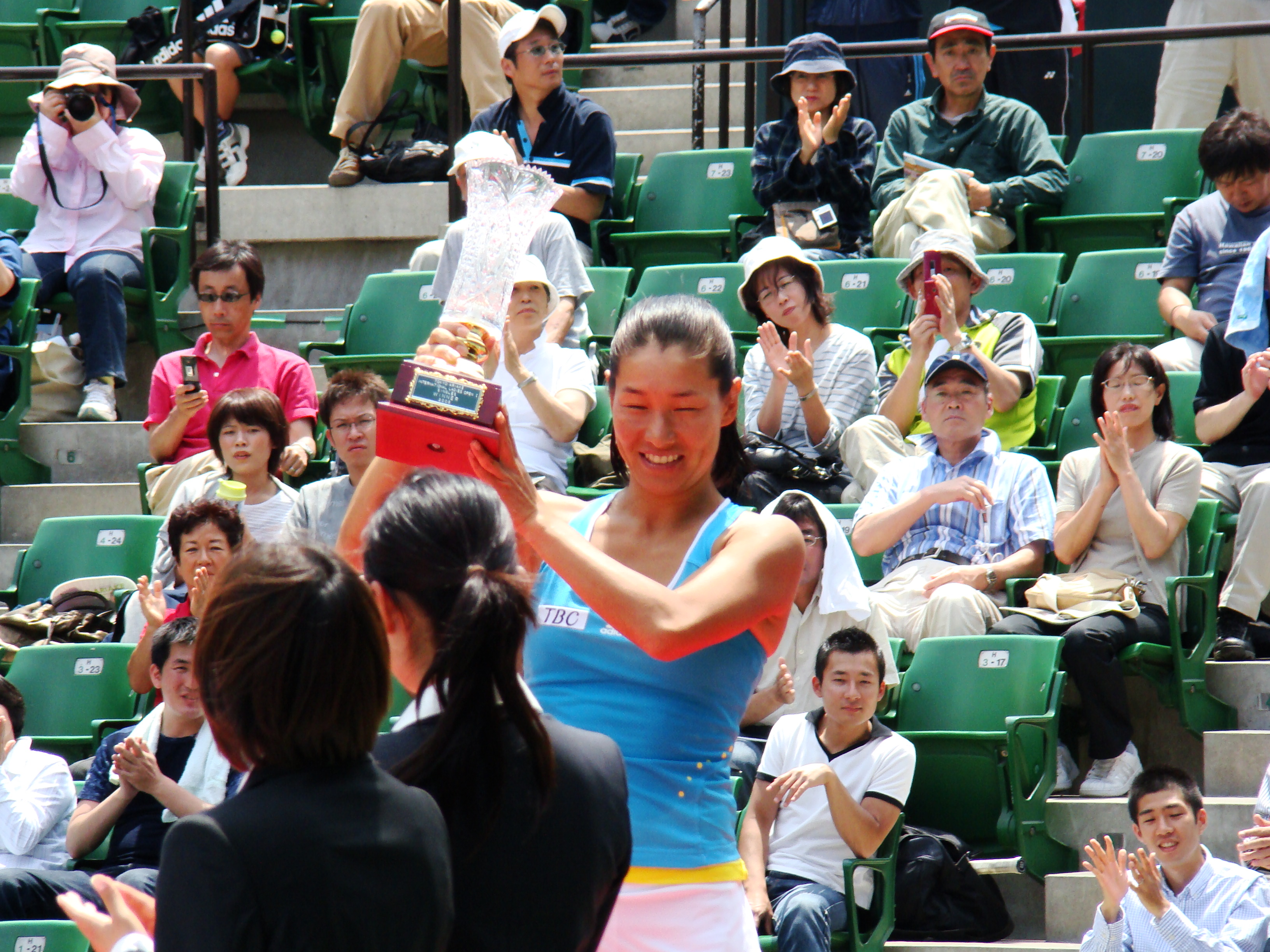
Dateová Krummová drží trofej na Tokyo Ariake International Ladies Open, 2008

V dubnu 2008 ve věku třiceti sedmi let se po dvanáctileté odmlce do profesionálního tenisu vrátila. Zpočátku hrála z důvodu nízkého postavení na žebříčku pouze na okruhu ITF. Od roku 2009 opět začala nastupovat na hlavních turnajích okruhu WTA.
V září 2009, den před svými 39. narozeninami, vyhrála první turnaj od svého návratu na okruh WTA Tour. Ve finále v jihokorejském Soulu zdolala Španělku Anabel Medinaovou Garriguesovou ve dvou setech 6:3, 6:3 a stala se tak druhou nejstarší tenistkou, která získala titul ve dvouhře. Rekord z roku 1983 drží Billie Jean Kingová, která zvítězila ve věku 39 let, 7 měsíců a 23 dnů.
Na ósackém HP Open 2010 se ve věku 40 let probojovala do „nejstaršího finále“ v historii WTA, když ji v něm porazila 33letá Thajka Tamarine Tanasugarnová.

## Soukromý život
1. prosince 2001 se v tokijské katedrále svaté Marie provdala za německého motocyklového závodníka Michaela Krumma. K roku 2010 žili v Tokiu.

## Finálové účasti na turnajích WTA
| Legenda: před 2009      | Legenda: od 2009             |
| ----------------------- | ---------------------------- |
| Grand Slam (0)          |                              |
| Olympijské zlato (0)    |                              |
| Turnaj mistryň (0)      |                              |
| Tier I (1/1 D)          | Premier Mandatory (0/0)      |
| Tier II (3/2 D; 0/1 Č)  | Premier 5 (0/0)              |
| Tier III (3/3 D, 1/0 Č) | Premier (0/0)                |
| Tier IV & V (0/0)       | International (1/1 D, 1/1 Č) |

### Dvouhra: 15 (8–7)

#### Vítězka (8)
| Č. | Datum          | Turnaj            | Povrch      | Soupeřka ve finále            | Výsledek      |
| 1. | 12. duben 1992 | Tokio, Japonsko   | tvrdý       | Sabine Appelmansová           | 7-5, 3-6, 6-3 |
| 2. | 11. duben 1993 | Tokio, Japonsko   | tvrdý       | Stephanie Rottierová          | 6-1, 6-3      |
| 3. | 16. leden 1994 | Sydney, Austrálie | tvrdý       | Mary Joe Fernandezová         | 6-4, 6-2      |
| 4. | 10. duben 1994 | Tokio, Japonsko   | tvrdý       | Amy Frazierová                | 7-5, 6-0      |
| 5. | 5. únor 1995   | Tokio, Japonsko   | koberec (h) | Lindsay Davenportová          | 6-1, 6-2      |
| 6. | 21. duben 1996 | Tokio, Japonsko   | tvrdý       | Amy Frazierová                | 6-4, 7-5      |
| 7. | 25. srpen 1996 | San Diego, USA    | tvrdý       | Arantxa Sánchezová Vicariová  | 3-6, 6-3, 6-0 |
| 8. | 27. září 2009  | Soul, Jižní Korea | tvrdý       | Anabel Medinaová Garriguesová | 6-3, 6-3      |

#### Finalistka (7)
| Č. | Datum           | Turnaj             | Povrch      | Vítězka                | Výsledek         |
| 1. | 18. srpen 1991  | Los Angeles, USA   | tvrdý       | Monika Selešová        | 6-3, 6-1         |
| 2. | 14. únor 1993   | Ósaka, Japonsko    | koberec (h) | Jana Novotná           | 6-3, 6-2         |
| 3. | 26. září 1993   | Tokio, Japonsko    | tvrdý       | Amanda Coetzerová      | 6-3, 6-2         |
| 4. | 26. březen 1995 | Key Biscayne, USA  | tvrdý       | Steffi Grafová         | 6-1, 6-4         |
| 5. | 16. duben 1995  | Tokio, Japonsko    | tvrdý       | Amy Frazierová         | 7-6(5), 7-5      |
| 6. | 28. květen 1995 | Štrasburk, Francie | antuka      | Lindsay Davenportová   | 3-6, 6-1, 6-2    |
| 7. | 17. října 2010  | Osaka, Japonsko    | tvrdý       | Tamarine Tanasugarnová | 5–7, 7–6(4), 1–6 |

### Čtyřhra: 4 (2–2)

#### Vítězka (2)
| Č. | Datum          | Turnaj          | Povrch | Partnerka     | Soupeřky ve finále                | Výsledek            |
| 1. | 21. duben 1996 | Tokio, Japonsko | tvrdý  | Ai Sugijamová | Amy Frazierová Kimberly Poová     | 7-6(6), 6-7(6), 6-3 |
| 2. | 16. října 2011 | Osaka, Japonsko | tvrdý  | Čang Šuaj     | Vania Kingová Jaroslava Švedovová | 7–5, 3–6, [11–9]    |

#### Finalistka (2)
| Legenda                     |
| Kategorie Tier IV (1)       |
| Kategorie International (1) |

| Č. | Datum          | Turnaj          | Povrch | Partnerka         | Vítězky                          | Výsledek         |
| 1. | 12. duben 1992 | Tokio, Japonsko | tvrdý  | Stephanie Reheová | Amy Frazierová Rika Hirakiová    | 5-7, 7-6(5), 6-0 |
| 2. | 20. září 2009  | Kanton, Čína    | tvrdý  | Sun Tchien-tchien | Olga Govorcovová Taťána Pučeková | 3-6, 6-2, 10-8   |

## Fed Cup
Kimiko Dateová se zúčastnila k červnu 2009 patnácti zápasů Fed Cupu za tým Japonska s bilancí 9-5 ve dvouhře a 4-3 ve čtyřhře.